# Marija Jovanović
Marija Jovanović (nascida em 26 de dezembro de 1985) é uma jogadora montenegrina de handebol. Ela está integrada no elenco da Seleção Montenegrina de Handebol Feminino e no clube Issy-Paris Hand.
Ela participou do campeonato 2010, na sexta colocação, aparecendo no top 10 da artilharia do torneio (31 gols).